# Prasinocyma corrugata
Prasinocyma corrugata là một loài bướm đêm trong họ Geometridae.